# 鄂爾多斯資源公司
内蒙古鄂尔多斯资源股份有限公司，簡稱内蒙古鄂尔多斯资源股份、鄂尔多斯资源股份、内蒙古鄂尔多斯资源，以及鄂尔多斯资源（英語：Inner Mongolia Eerduosi Resourses Company Limited，上交所：600295/900936，简称：鄂尔多斯/鄂资B股），在1995年，由内蒙古鄂尔多斯羊绒集团有限公司分拆成立。除了專門羊絨紡織產品外，還經營煤炭、酒店餐飲、金屬、房地產和娛樂等行業，並不包括媒體。

## 历史
而前身為「内蒙古鄂尔多斯羊绒制品股份有限公司」，總部位於内蒙古东胜市达拉特南路102号，董事長為王祥林，總經理為李长青。
股份分別在1995年10月20日以發行新股為11000萬B股，以及2001年4月以發行新股為51600萬A股於上海證券交易所上市。

## 附屬公司
- 鄂尔多斯煤炭有限责任公司

## 連結
- ChinaErdos.com （页面存档备份，存于）